# George Stephanopoulos
George Robert Stephanopoulos (Fall River, 10 febbraio 1961) è un giornalista statunitense, noto per essere il capo redattore di ABC News e uno degli anchor man di Good Morning America.

## Biografia
George Stephanopoulos è nato a Fall River, Massachusetts, figlio di Nickolitsa "Nikki" Gloria (nata Chafos) e Robert George Stephanopoulos. Entrambi i genitore sono di origine greca. Il padre è un sacerdote greco-ortodosso e decano emerito della Archdiocesan Cathedral of the Holy Trinity di New York, la madre fu per molti anni responsabile del servizio di informazione della Greek Orthodox Archdiocese of America. Stephanopoulos considerò a lungo un ingresso nel seminario per diventare anch'egli un sacerdote.
Nel 1982 si laureò in scienze politiche alla Columbia University compiendo il salutatorian durante la cerimonia di laurea. In seguito ottenne un Master of Arts in Teologia al Balliol College. Fece parte dello staff di Michael Dukakis durante le Elezioni presidenziali negli Stati Uniti d'America del 1988 in seguito ebbe un ruolo di prim'ordine, assieme a David Wilhelm e James Carville, nelle elezioni presidenziali negli Stati Uniti d'America del 1992. Il suo ruolo nella campagna elettorale è mostrato nel documentario The War Room del 1993.
Durante il primo mandato di Bill Clinton (1992-1996) fu portavoce della Casa Bianca nel 1993. Si dimise dallo staff presidenziale nel 1996 subito dopo la vittoria di Clinton alle presidenziali del 1996.
Le memorie del suo operato alla Casa Bianca pubblicate nel 1999 nel libro All Too Human: A Political Education conquistarono rapidamente il primo posto del The New York Times Best Seller list. Dopo aver lasciato la Casa Bianca divenne analista politico per ABC News e corrispondente per il programma This Week sempre nella ABC. Dal 2009 co-conduce Good Morning America assieme a Robin Roberts, Lara Spencer, Ginger Zee e Amy Robach.

### Causa di Donald Trump
Il 19 marzo 2024, Donald Trump ha intentato una causa per diffamazione in Florida contro ABC News e Stephanopoulos per una somma non rivelata durante una messa in onda del 10 marzo di This Week, sostenendo che Stephanopoulos ha danneggiato la reputazione di Trump, ritenendolo responsabile dello stupro della scrittrice E. Jean Carroll. Il giudice che presiedeva il caso ha dichiarato che la giuria ha ritenuto che Trump avesse violentato Carroll. Nel luglio 2024, il giudice Cecilia Altonaga, che presiedeva la causa intentata da Trump, ha respinto una mozione di rigetto di Stephanopoulos, ritenendo che la definizione tecnica utilizzata dal giudice nel caso di New York non esaminasse le conclusioni della giuria.
Infine nel dicembre 2024 la ABC News ha raggiunto un accordo con Trump per risolvere la causa di diffamazione sborsando 15 milioni di dollari dopo che ha dichiarato falsamente che Trump fosse stato ritenuto responsabile di "strupro" nei confronti di E. Jean Carroll. Inoltre la ABC News fornirà le scuse pubbliche in un comunicato di Stephanopoulos e dell'emittente.